# Pan-grüne Koalition

Parteilogo der DPP

Die Pan-Grüne Koalition (chinesisch 泛綠聯盟 / 泛绿联盟, Pinyin Fànlǜ Liánméng) oder das Pan-Grüne Lager (泛綠陣營 / 泛绿阵营,  Fànlǜ Zhènyíng) ist eine informale Parteienkoalition in der Republik China auf Taiwan, bestehend aus der Demokratischen Fortschrittspartei (DPP), der Taiwanischen Solidaritätsunion (TSU) und der kleineren Taiwan-Unabhängigkeitspartei (TAIP). Die letztgenannte ist mittlerweile wieder aufgelöst. Die pan-grüne Koalition entstand nach der Präsidentschaftswahl 2000, bei der Lee Teng-hui aus der Kuomintang (KMT) ausgeschlossen wurde und seine eigene Partei – die TSU – gründete. Im erweiterten Sinne wird der Begriff heute für die Parteien gebraucht, die ähnliche Positionen wie die DPP in der Frage des Verhältnisses Taiwans zur Volksrepublik China vertreten.
Der Name der Koalition stammte von der in Grün gestalteten Flagge der DPP. Im Gegensatz zur pan-blauen Koalition unterstützte die pan-grüne Koalition Taiwans formelle Unabhängigkeit. Jedoch gab es in beiden Koalitionslagern unterschiedliche Flügel, sodass sich die TSU in der pan-grünen Koalition als „leicht braun“ oder Khaki bezeichnete und eine radikale Strömung im pan-grünen Lager bildete.
Bei der Wahl zum Legislativ-Yuan am 12. Januar 2008 erlitt die pan-grüne Koalition eine schwere Niederlage gegenüber der oppositionellen pan-blauen Koalition. 2016 gewann die pan-grüne Koalition sowohl die Mehrheit im Legislativ-Yuan und die Präsidentenwahl.